# Microdrosophila convergens
Microdrosophila convergens är en tvåvingeart som först beskrevs av Malloch 1934.  Microdrosophila convergens ingår i släktet Microdrosophila och familjen daggflugor. Inga underarter finns listade i Catalogue of Life.